# Novara megye
Novara megye (olaszul: Provincia di Novara, piemonti nyelven provinsa ëd Noara) észak-olaszországi megye Piemontban, melynek székhelye Novara város.
Vercelli megyével, Verbano-Cusio-Ossola megyével, Milánó megyével, Varese megyével, Pavia megyével  határos.
A megye a Sesia és a Ticino (Tessin) folyók között helyezkedik el. A Lago Maggiore egy része is a megyéhez tartozik.

## Községei
| - Agrate Conturbia - Ameno - Armeno - Arona - Barengo - Bellinzago Novarese - Biandrate - Boca - Bogogno - Bolzano Novarese - Borgo Ticino - Borgolavezzaro - Borgomanero - Briga Novarese - Briona - Caltignaga - Cameri - Carpignano Sesia - Casalbeltrame - Casaleggio Novara - Casalino - Casalvolone - Castellazzo Novarese - Castelletto sopra Ticino - Cavaglietto - Cavaglio d’Agogna - Cavallirio - Cerano - Colazza - Comignago | - Cressa - Cureggio - Divignano - Dormelletto - Fara Novarese - Fontaneto d’Agogna - Galliate - Garbagna Novarese - Gargallo - Gattico - Ghemme - Gozzano - Granozzo con Monticello - Grignasco - Invorio - Landiona - Lesa - Maggiora - Mandello Vitta - Marano Ticino - Massino Visconti - Meina - Mezzomerico - Miasino - Momo - Nebbiuno - Nibbiola - Novara - Oleggio - Oleggio Castello | - Orta San Giulio - Paruzzaro - Pella - Pettenasco - Pisano - Pogno - Pombia - Prato Sesia - Recetto - Romagnano Sesia - Romentino - San Maurizio d’Opaglio - San Nazzaro Sesia - San Pietro Mosezzo - Sillavengo - Sizzano - Soriso - Sozzago - Suno - Terdobbiate - Tornaco - Trecate - Vaprio d’Agogna - Varallo Pombia - Veruno - Vespolate - Vicolungo - Vinzaglio |

### Gazdaság
Az agrárium a legfontosabb terméke a rizs, kb. 35 000 hektárnyi művelt területtel. Emellett kukoricát és borszőlőt termesztenek még nagy mennyiségben.

## Kastélyok

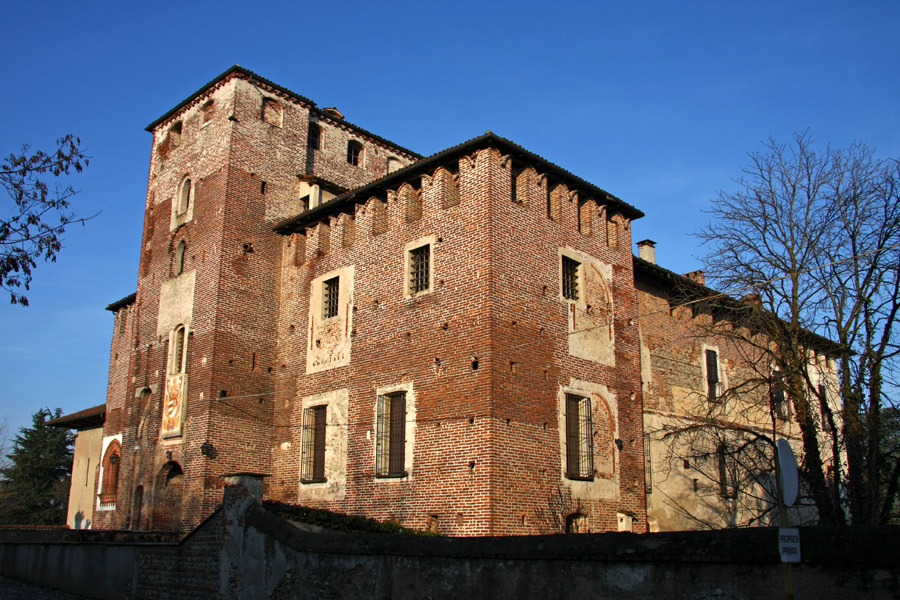
Il Caltignaga kastélya

Novara megye területe kastélyokban gazdag, kb. 110 létezik ma is. A legfontosabbak:
- Barengo  kastélya
- Briona  kastélya
- Caltignaga  kastélya
- Castellazzo Novarese  kastélya
- Galliate  kastélya
- Ghemme  kastélya
- Novara  kastélya

### Orta Szent Hegye
Orta San Giulio Szent Hegye a 16. sz. végén épült egy kapucinus testvér tervei szerint. Az Orta-tóra néz.

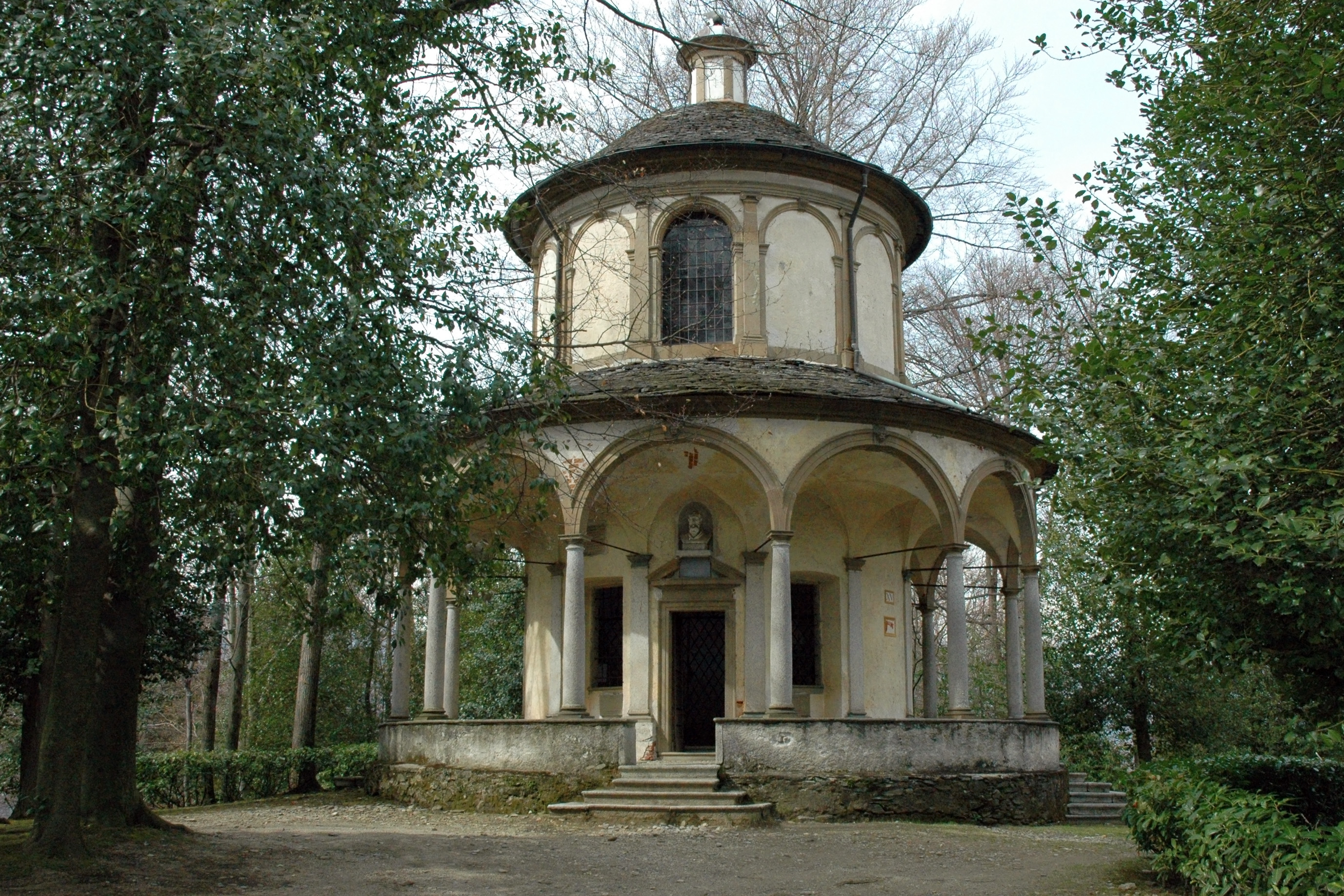
Orta Szent Hegye Cappella 15, Szent Ferenc stigmái
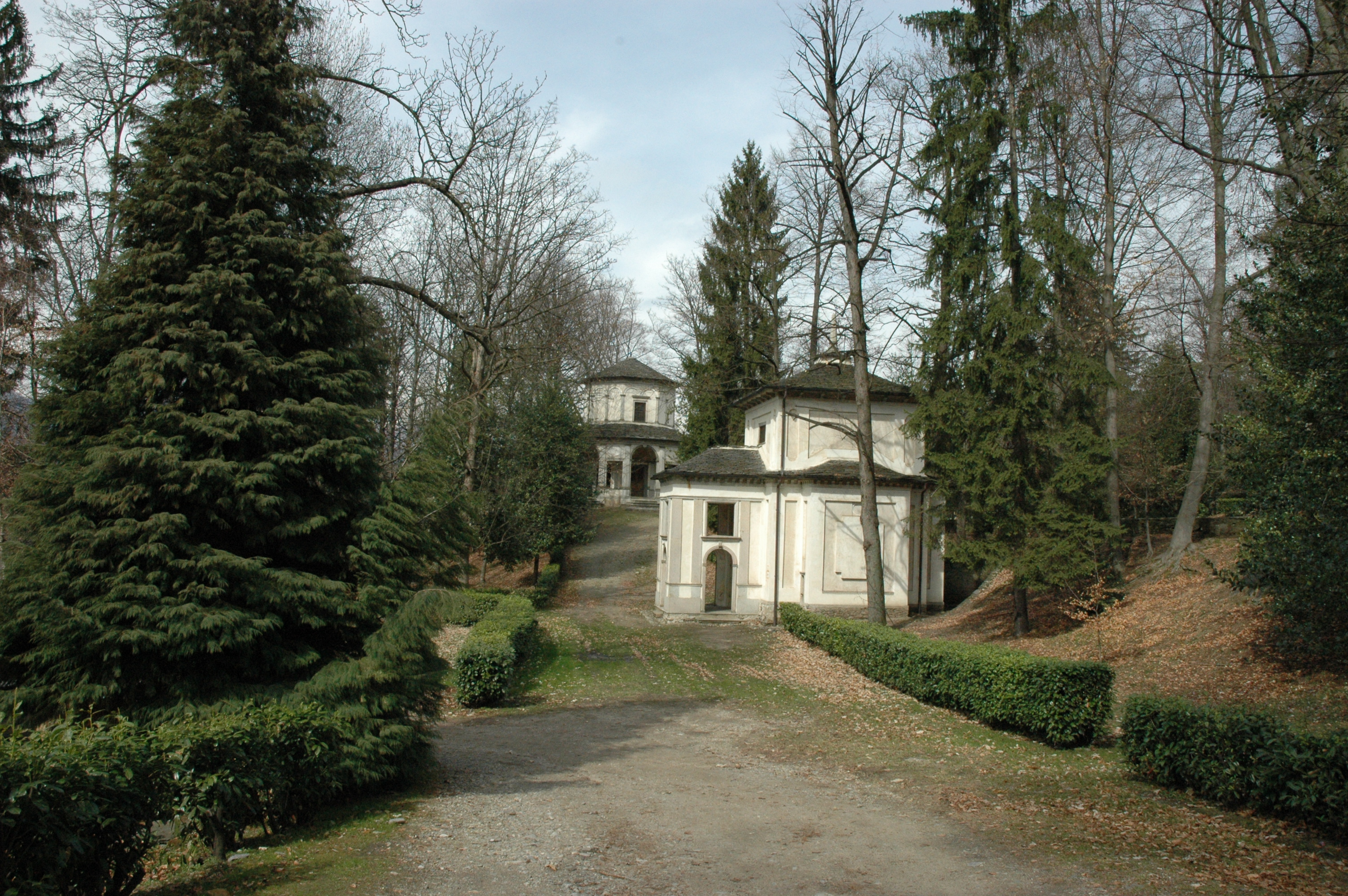
Orta Szent Hegye Kápolnák
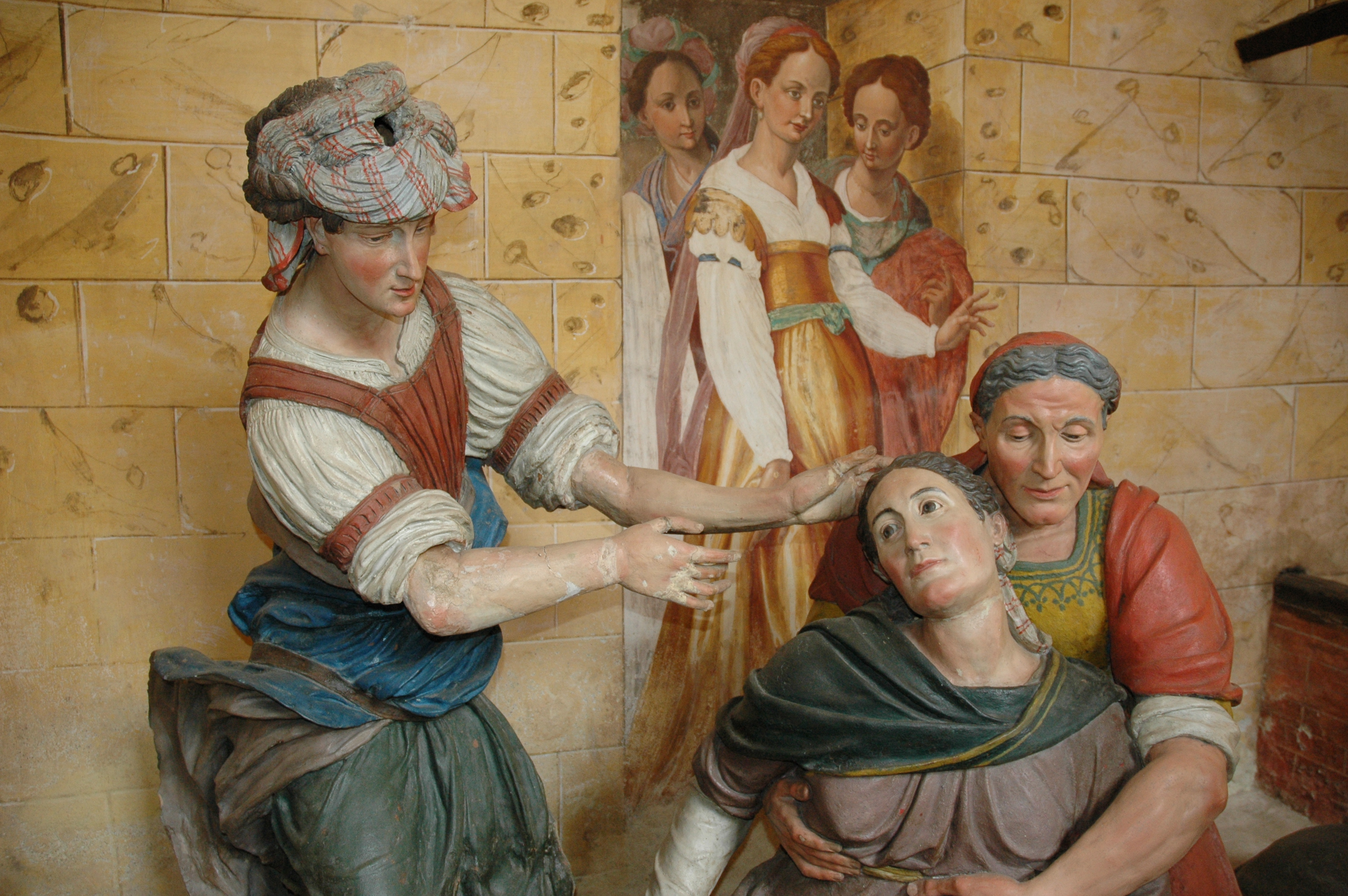
Orta Szent Hegye Szent Ferenc születése (részlet), 1605

## Fordítás
- Ez a szócikk részben vagy egészben  a   Provincia di Novara című olasz Wikipédia-szócikk fordításán alapul.  Az eredeti cikk szerkesztőit annak laptörténete sorolja fel. Ez a jelzés csupán a megfogalmazás eredetét és a szerzői jogokat jelzi, nem szolgál a cikkben szereplő információk forrásmegjelöléseként.